# Kourinion
Kourinion è un dipartimento del Burkina Faso classificato come comune, situato nella provincia di Kénédougou, facente parte della Regione degli Alti Bacini.
Il dipartimento si compone del capoluogo e di altri 11 villaggi: Banfoulagoue, Dan, Guena, Mina, N'bie, Pindie-Badara, Sian, Sidi, Sipigui, Toussiamasso e Toussian-Bandougou.